# Niemcy na Zimowej Uniwersjadzie 2009
Niemcy na Zimowej Uniwersjadzie w Harbinie będzie reprezentowało 31 zawodników.

## Medale

### Złoto
- Steffen Tepel - kombinacja norweska

## Kadra

### Łyżwiarstwo figurowe
- Michael Biondi
- Clemens Brummer
- Daniel Hermann
- Carolina Hermann
- Martin Liberts
- Constanze Paulinus

### Łyżwiarstwo szybkie
- Veit Dubiel
- Katrin Mattscherodt
- Matthias Schwierz
- Patrick Wirth
- Daniel Zschaetzsch

### Narciarstwo alpejskie
- Martin Dengler
- Lina Fischer
- Klaus Hermann Witzmann

### Biegi narciarskie
- Lutz Preussler
- Marion Ruf

### Skoki narciarskie
- Nico Faller
- Maximilian Mechler
- Julian Musiol
- Jörg Ritzerfeld
- Christian Ulmer

### Kombinacja norweska
- Jens Kaufmann
- Florian Schillinger
- Steffen Tepel

### Snowboard
- Alexander Deubl
- Valentin Kiedaisch
- Christof Volz

### Biathlon
- Stefanie Hildebrandt
- Franziska Hildebrandt

### Narciarstwo dowolne
- Andreas Tischendorf
- Klaus Hermann Witzmann